# Patrick Beverley
Patrick Beverley (Chicago, Illinois, 12 de julio de 1988) es un jugador de baloncesto estadounidense que se encuentra sin equipo. Con 1,88 metros de estatura, juega en la posición de base.

## Trayectoria deportiva

### Universidad
Jugó durante 2 temporadas con los Razorbacks de la Universidad de Arkansas, promediando en total 13,0 puntos, 5,5 rebotes y 2,7 asistencias por partido. En su primera temporada lideró a su equipo en anotación (13,9 puntos por partido), robos (1,7), porcentaje de tiros de 3 puntos (38,6%) y porcentaje de tiros libres (81,2%). Anotó 29 puntos en su debut como universitario ante Southeast Missouri, consiguiendo anotar 20 puntos o más en otras cuatro ocasiones a lo largo de la temporada. Fue elegido Novato del Año de la Southeastern Conference y en el mejor quinteto de novatos All-American.

#### Estadísticas
| Año     | Equipo   | PJ | PT | MPP  | %TC  | %3P  | %TL  | RPP | APP | ROB | TPP | PPP  |
| ------- | -------- | -- | -- | ---- | ---- | ---- | ---- | --- | --- | --- | --- | ---- |
| 2006–07 | Arkansas | 35 | 34 | 34.4 | .427 | .386 | .812 | 4.5 | 3.1 | 1.7 | .4  | 13.9 |
| 2007–08 | Arkansas | 35 | 33 | 33.8 | .412 | .378 | .644 | 6.6 | 2.4 | 1.3 | .5  | 12.1 |
| Total   | Total    | 70 | 67 | 34.1 | .420 | .382 | .730 | 5.5 | 2.8 | 1.5 | .4  | 13.0 |

### Profesional

#### Europa
Tras su segunda temporada como universitario, decidió irse a jugar profesionalmente al BC Dnipro de la Liga de Ucrania. Al año siguiente fue elegido en la cuadragésimo segunda posición del Draft de la NBA de 2009 por Los Angeles Lakers, quienes traspasaron sus derechos a Miami Heat, pero acabaría firmando contrato con el Olympiacos de la liga griega, con los que ganaría la competición de Copa de su país.
En enero de 2011, ficha por el Spartak de San Petersburgo de la Superliga Rusa por un año y medio, promediando en su primera temporada 14,1 puntos y 6,2 rebotes por partido.

#### NBA
En diciembre de 2012, rescinde su contrato con el Spartak para fichar por los Houston Rockets de la NBA en enero de 2013. Al comienzo fue asignado durante una semana a los Rio Grande Valley Vipers de la NBA Development League.
El 9 de julio de 2015, renueva con los Rockets por cuatro temporadas y $23 millones.
Al término de la temporada 2016-17 fue galardonado con el Premio Hustle.
El 28 de junio de 2017 se anunció su traspaso a Los Angeles Clippers junto con Sam Dekker, Lou Williams y una primera ronda del draft de 2018 a cambio de Chris Paul.
El 15 de agosto de 2021 es traspasado, junto a Rajon Rondo y Daniel Oturu a Memphis Grizzlies a cambio de Eric Bledsoe. Pero dos días después, recala en Minnesota Timberwolves al ser traspasado a cambio de Jarrett Culver y Juancho Hernangómez. El 14 de febrero de 2022, acuerda una extensión con los Wolves por un año y $13 millones.
El 1 de julio de 2022 es traspasado, junto a Malik Beasley, Walker Kessler y Jarred Vanderbilt a Utah Jazz, a cambio de Rudy Gobert. Pero el 24 de agosto es traspasado a Los Angeles Lakers a cambio de Talen Horton-Tucker y Stanley Johnson.
El 9 de febrero de 2023 es traspasado a Orlando Magic a cambio de Mo Bamba, pero tres días después es cortado por los Magic. El 20 de febrero firma con Chicago Bulls hasta final de temporada.
El 1 de julio de 2023 firma por una temporada con Philadelphia 76ers.
El 8 de febrero de 2024 es traspasado a Milwaukee Bucks a cambio de Cameron Payne. En mayo, la NBA le sanciona con cuatro encuentros, que cumplirá la temporada que viene, por su comportamiento tras la derrota de los Bucks en el sexto encuentro de playoffs ante Indiana Pacers.

#### Israel
En julio de 2024 firma con el Hapoel Tel Aviv de la Ligat ha'Al de Israel. A primeros de febrero de 2025 es suspendido tras una discusión en el vestuario con el entrenador Dimitris Itoudis, y el 13 de febrero se anuncia su desvinculación del equipo.

## Estadísticas de su carrera en la NBA

### Temporada regular
| Año     | Equipo        | PJ  | PT  | MPP  | %TC  | %3P  | %TL  | RPP | APP | ROB | TPP | PPP  |
| ------- | ------------- | --- | --- | ---- | ---- | ---- | ---- | --- | --- | --- | --- | ---- |
| 2012-13 | Houston       | 41  | 0   | 17.4 | .418 | .375 | .829 | 2.7 | 2.9 | .9  | .5  | 5.6  |
| 2013-14 | Houston       | 56  | 55  | 31.3 | .414 | .361 | .814 | 3.5 | 2.7 | 1.4 | .4  | 10.2 |
| 2014-15 | Houston       | 56  | 55  | 30.8 | .383 | .356 | .750 | 4.2 | 3.4 | 1.1 | .4  | 10.1 |
| 2015-16 | Houston       | 71  | 63  | 28.7 | .434 | .400 | .682 | 3.5 | 3.4 | 1.3 | .4  | 9.9  |
| 2016-17 | Houston       | 67  | 67  | 30.7 | .420 | .383 | .768 | 5.9 | 4.2 | 1.5 | .4  | 9.5  |
| 2017-18 | L.A. Clippers | 11  | 11  | 30.4 | .403 | .400 | .824 | 4.1 | 2.9 | 1.7 | .5  | 12.2 |
| 2018-19 | L.A. Clippers | 78  | 49  | 27.4 | .407 | .397 | .780 | 5.0 | 3.8 | .9  | .6  | 7.6  |
| 2019-20 | L.A. Clippers | 51  | 50  | 26.3 | .431 | .388 | .660 | 5.2 | 3.6 | 1.1 | .5  | 7.9  |
| 2020-21 | L.A. Clippers | 37  | 34  | 22.5 | .423 | .397 | .800 | 3.2 | 2.1 | .8  | .8  | 7.5  |
| 2021-22 | Minnesota     | 58  | 54  | 25.4 | .406 | .343 | .722 | 4.1 | 4.6 | 1.2 | .9  | 9.2  |
| 2022-23 | L.A. Lakers   | 45  | 45  | 26.9 | .402 | .348 | .780 | 3.1 | 2.6 | .9  | .6  | 6.4  |
| 2022-23 | Chicago       | 22  | 22  | 27.5 | .395 | .309 | .533 | 4.9 | 3.5 | 1.0 | .7  | 5.8  |
| 2023-24 | Philadelphia  | 47  | 5   | 19.6 | .432 | .321 | .810 | 3.1 | 3.1 | .5  | .4  | 6.3  |
| 2023-24 | Milwaukee     | 26  | 8   | 20.9 | .391 | .361 | .852 | 3.6 | 2.6 | .7  | .5  | 6.0  |
| Total   | Total         | 666 | 518 | 26.6 | .413 | .371 | .760 | 4.1 | 3.4 | 1.1 | .5  | 8.3  |

### Playoffs
| Año   | Equipo        | PJ | PT | MPP  | %TC  | %3P  | %TL   | RPP | APP | ROB | TPP | PPP  |
| ----- | ------------- | -- | -- | ---- | ---- | ---- | ----- | --- | --- | --- | --- | ---- |
| 2013  | Houston       | 6  | 5  | 33.3 | .431 | .333 | 1.000 | 5.5 | 2.8 | 1.2 | .7  | 11.8 |
| 2014  | Houston       | 6  | 6  | 33.7 | .380 | .318 | .700  | 4.2 | 1.8 | .5  | .3  | 8.7  |
| 2016  | Houston       | 5  | 5  | 25.8 | .270 | .214 | 1.000 | 4.4 | 2.2 | .4  | .4  | 5.8  |
| 2017  | Houston       | 11 | 11 | 29.5 | .413 | .404 | .786  | 5.5 | 4.2 | 1.5 | .2  | 11.1 |
| 2019  | L.A. Clippers | 6  | 6  | 32.5 | .426 | .433 | .750  | 8.0 | 4.7 | 1.0 | 1.0 | 9.8  |
| 2020  | L.A. Clippers | 8  | 8  | 20.8 | .513 | .364 | .500  | 4.1 | 2.4 | 1.0 | .4  | 6.3  |
| 2021  | L.A. Clippers | 17 | 7  | 19.0 | .426 | .351 | .857  | 2.4 | 1.4 | .7  | .7  | 4.9  |
| 2022  | Minnesota     | 6  | 6  | 32.3 | .429 | .346 | .682  | 3.2 | 4.8 | 1.2 | 1.3 | 11.0 |
| 2024  | Milwaukee     | 6  | 6  | 34.9 | .410 | .364 | .867  | 3.3 | 5.5 | 1.0 | .7  | 8.2  |
| Total | Total         | 71 | 60 | 27.4 | .414 | .361 | .790  | 4.3 | 2.9 | .9  | .6  | 8.2  |

## Vida personal
Hijo de Patrick Bracy y Lisa Beverley, fue criado por su madre y su abuelo materno, Rheese Morris.
Tiene un hijo y una hija (Everett y Adlaia).
En 2007, apareció en el documental Hoop Reality, la secuela no oficial de Hoop Dreams (1994).
En 2014 dejó a su novia Lira Galore y se comprometió con Amber Spencer, pero nunca llegaron a casarse.
El 7 de mayo de 2017, su abuelo materno, falleció el mismo día del cuarto partido de semifinales de conferencia ante San Antonio Spurs.
Desde 2021 mantiene una relación con la influencer iraní Mandana Bolourchi.